# Молитвенный дом омовения и отпевания на Преображенском еврейском кладбище
Молитвенный дом омовения и отпевания — памятник архитектуры на Преображенском еврейском кладбище. Расположен в Невском районе Санкт-Петербурга, современный адрес дома — проспект Александровской Фермы, 66А.
Первый Дом омовения и отпевания по проекту И. И. Шапошникова был открыт вместе с самим Преображенским еврейским кладбищем в феврале 1875 года. Он был деревянным, небольшим, с элементами арабско-мавританской архитектуры (которая в XIX веке считалась наиболее подходящим стилем для синагоги — не по религиозным правилам, так как они регулируют лишь внутреннюю планировку, но вследствие того, что на формирование стиля активно влияли архитекторы и строители-евреи) — стены были обработаны полосами, соответствующие формы и декор были у арочного портала и окон. В 1889—1894 году А. В. Малов расширил дом и построил при нём богадельню.

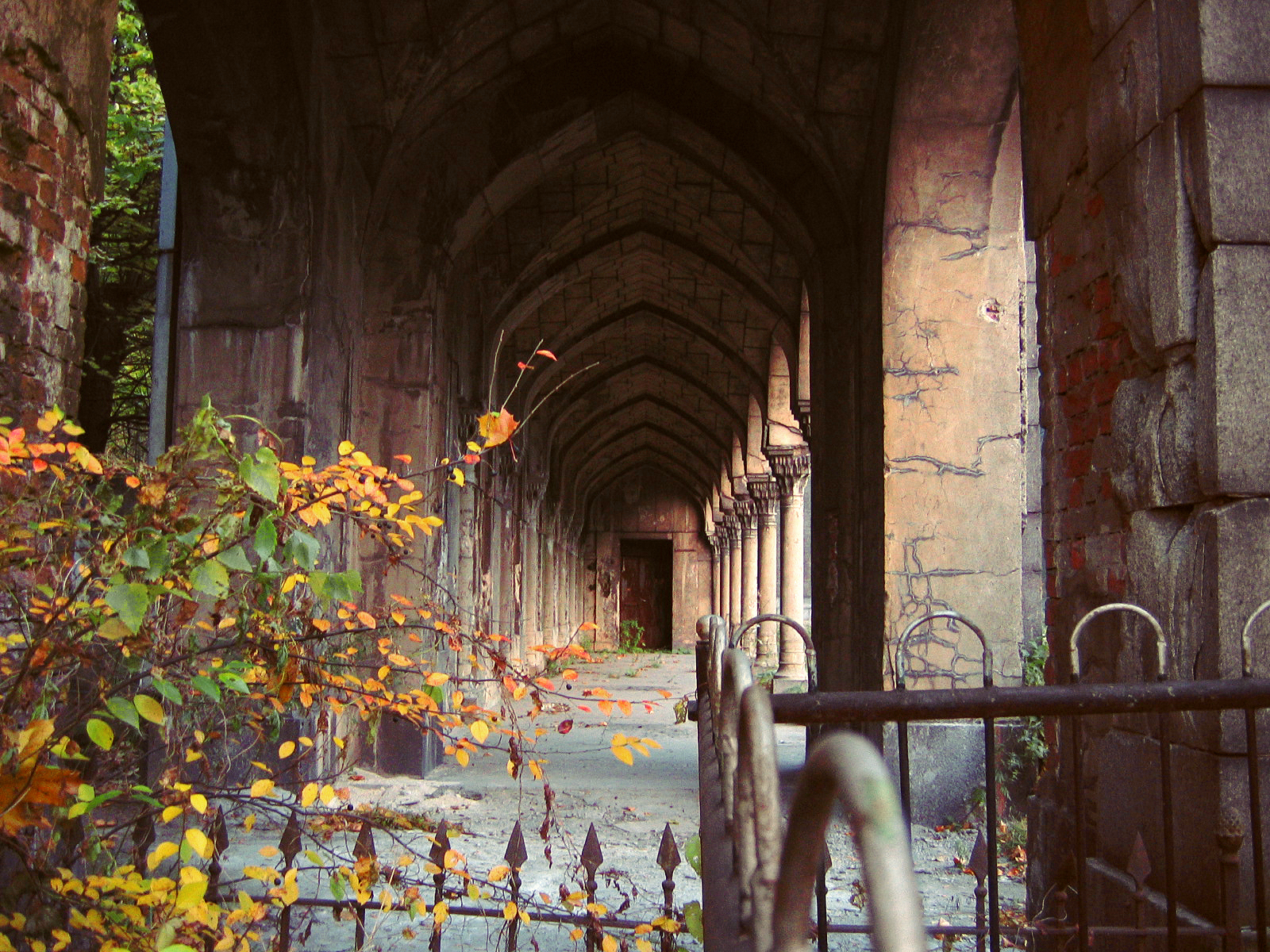
Колоннада галереи в 2007 году

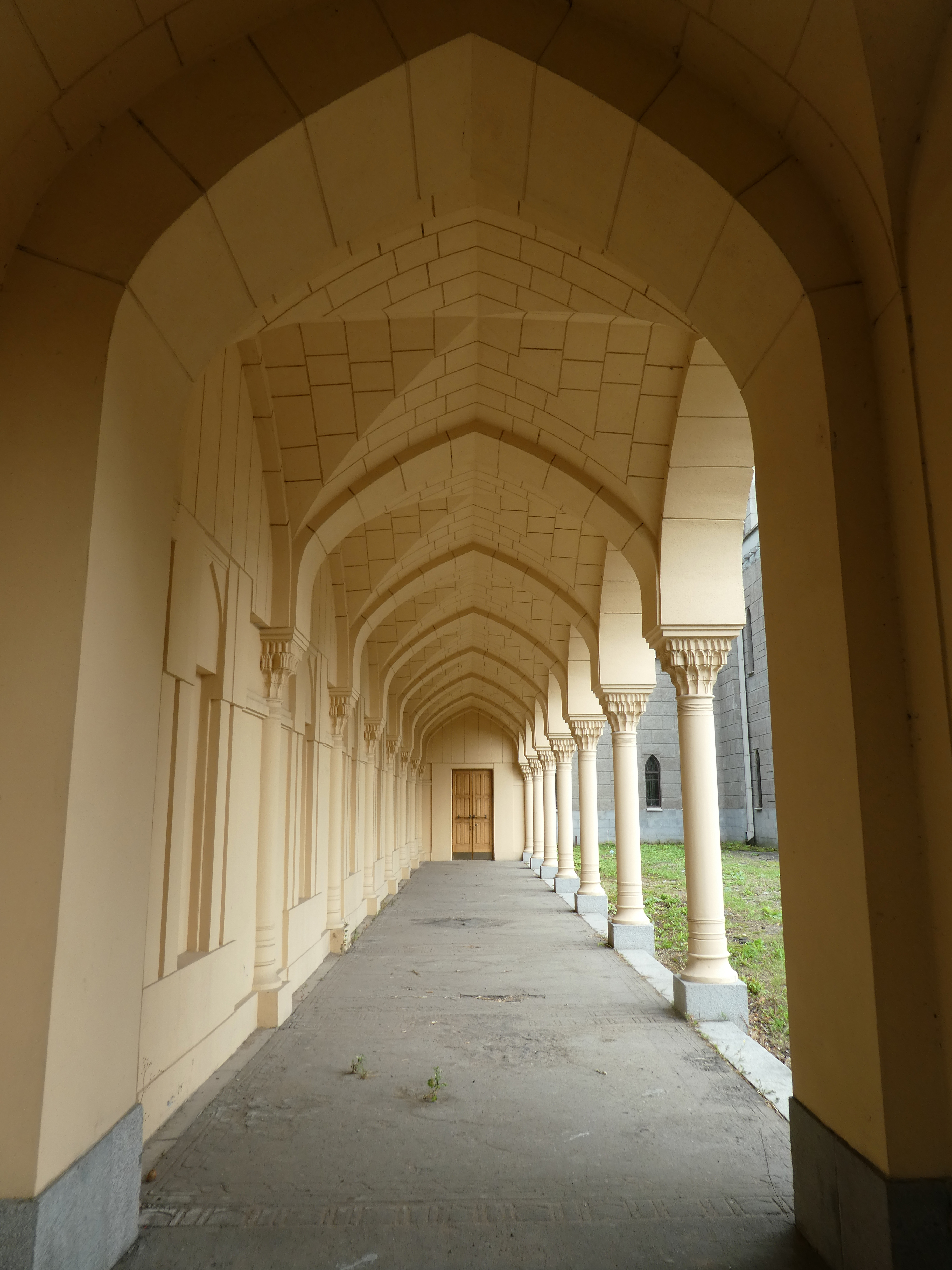
Колоннада галереи в 2023 году

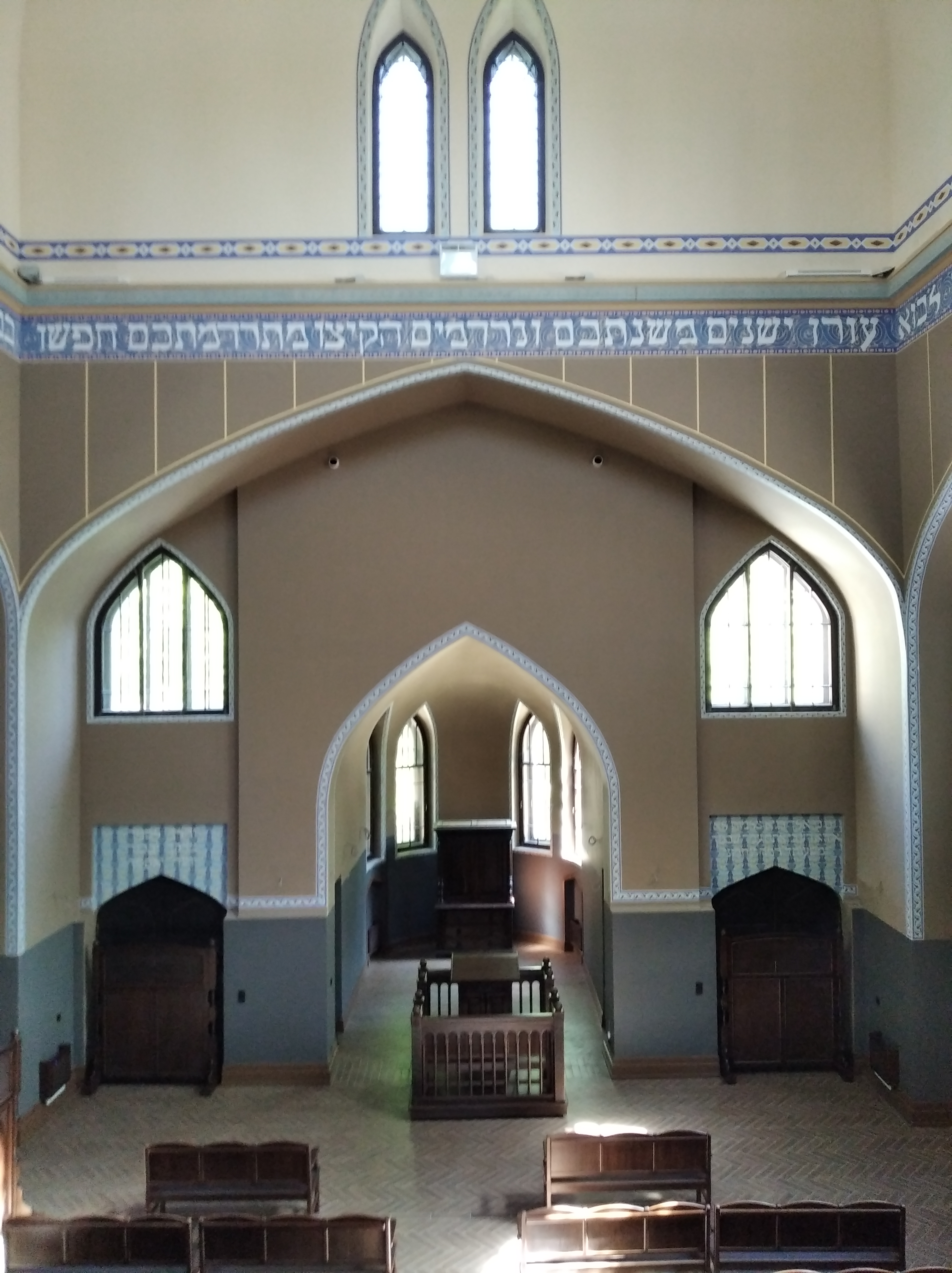
Общий вид интерьера, 2023 год

В 1900-х годах здание обветшало, было решено заменить его, для чего Петербургское еврейское общество (предоставившее средства на постройку, с особо большим вкладом М. А. Гинсбурга и Д. Г. Гинцбурга) организовало в 1907 году конкурс проектов кладбищенской синагоги (как часто называли Молитвенный дом, хотя это название неточное, так как тут не было изучения Торы, субботней молитвы и отмечаний праздников), богадельни и дома для служащих. В жюри входили В. А. Косяков, Г. Д. Гримм, О. Р. Мунц, М. М. Перетяткович, В. А. Покровский, С. В. Беляев. Обладателем первой премии стал Я. Г. Гевирц (назначенный в 1908 году архитектором Еврейского кладбища), второй — М. И. Сегаль. Было рекомендовано приобрести проекты С. Г. Гингера и С. С. Серафимова, также в конкурсе участвовали Я. З. Блувштейн, А. З. Гринберг, О. Д. Зейлигер и Н. Д. Каценеленбоген.
Согласно отдельным источникам конца XX — начала XXI века, в доработке проекта участвовал С. Г. Гингер, но на памятных мраморных досках в Доме омовения и во всех публикациях своего времени автором указан только Гевирц. Г. А. Бернштейн стал председателем строительной комиссии. Дом был заложен 15 сентября 1908 года, в основном завершён в 1910 году и освящён 23 сентября 1912 года. Восприятие здания проверялось на модели, которую демонстрировали в январе 1911 года на архитектурно-художественной выставке при IV съезде русских зодчих.
У П-образного здания высотой около 20 метров крупные, геометрически чёткие объёмы, глухие, облицованные серым гранитом стены. У основного фасада три звена — прямоугольные блоки по краям и портал-впадина айван с вестибюлем за ним, по краям стоят парные узкие пилоны. Стены второго яруса наклонены и прорезаны вертикальными тягами. Медный купол здания над большим залом отпеваний широк и невысок, понизу украшен узором. На противоположной от входа стороне сделан выступ-апсида. От основного корпуса идут более низкие боковые крылья с редкими окнами, освещающими залы. Перпендикулярно крыльям, создавая парадный двор, идут одноярусные галереи с глухими наружными стенами, обработанными лопатками, образующими пилонады, и гладким поясом поверх. Парадный двор был также отделён от улицы оградой с крупными пилонами, оштукатуренными под камень; центральная пара пилонов, ворота, была повышена и сделана ступенчатой. Мозаичная облицовка стен нерегулярна, у камня сохранена рваная фактура; для среднего ризалита использован гладкотёсаный розовый гранит, над входной нишей идёт аркатурно-колончатый пояс, выложенный синей керамической плиткой. Часть стен покрыта терразитовой штукатуркой, имитирующей каменные квадры. Входные порталы с внешней стороны подчёркнуты накладными грубо обработанными серогранитными накладными пилонами. Работы с гранитом выполняло Финляндское акционерное каменно-промышленное общество.
Внутри галереи перекрыты крестовыми сводами, во двор они открыты аркадами стрельчатого абриса. Колонны галерей завершены узорными капителями с мукарнами. Дополнительно в галереях размещены рельефные надписи с цитатами из Талмуда.
Среди возможных зданий, повлиявших на внешний вид Молельного дома, называют памятники Самарканда, Бухары, Палестины и зиккураты Месопотамии, что позволяет говорить о многозначности созданного образа.
По стенам большого зала для отпевания идут широкие арки, над ними — свод из монолитного железобетона. Арки, окна, двери, просветы внутренней галереи, конха апсиды, узор лестничной ограды сделаны стрельчатыми. У зала два яруса, второй — галерея, на которую ведёт лестница с металлическим ограждением. Залы ожидания и омовения облицованы белой керамической плиткой.
В годы Великой Отечественной войны Дом омовения продолжал работу. После войны в ходе косметического ремонта был закрашен живописный декор молитвенного зала, оставлены только надписи на иврите по периметру под карнизом и на стенах под окнами барабана. Оригинальная ритуальная мебель, центральная люстра, фрагменты паркетных полов к тому времени уже отсутствовали. В советское время после запрета захоронений на кладбище в 1968 году в здании был склад, случилось несколько пожаров. Система отопления была демонтирована, вентиляция нарушена. Сохранились с повреждениями и утратами полы из метлахской плитки в вестибюлях со стороны галерей и со стороны кладбища, а также в зале омовения. Были утрачены и заменены на новодельные все деревянные двери, кроме двух исторических дверных блоков между молитвенным залом и залами омовения и ожидания. Отдельные части стен были промочены протечками насквозь, что привело к отслоению и разрушению штукатурки и окраски. От исходной отделки остались только следы в молитвенном зале и в зале ожидания (в том числе сохранилась историческая люстра), с повреждениями и утратами отделка сохранилась в зале омовения.
С 2008 года оно было передано Санкт-Петербургской еврейской религиозной общине, и фирма ООО «Экспертпроект» начала реставрацию. Проект реставрации в 2010 году был отмечен Знаком качества «Сделано в Санкт‑Петербурге». В 2015 году шла реставрация крыши здания и галерей (8,9 млн руб. из средств бюджета Санкт‑Петербурга по программе КГИОП), в 2016 году работы были направлены на усиление стен и конструкций (11,3 млн руб.), реставрацию фасадов (40 млн руб.), реставрацию и воссозданию оконных заполнений (6,5 млн руб.). В 2017 году был объявлен конкурс на реставрацию интерьеров (29,2 млн рублей). Ремонт был завершён к 2022 году.
В зале ожидания в 2016 году планировалось создать музейное пространство при том, что само здание сохранит свою функцию.
В здании Молитвенного дома располагается Культурно-ритуальный центр «аГутэр Бэтэр», который занимается сохранением еврейского наследия, организацией экскурсий, образовательных мероприятий, ритуальной деятельностью и архивной работой.